# Кожанов (Челябинская область)
Кожанов — посёлок в Верхнеуральском районе Челябинской области России. Входит в состав Степного сельского поселения.
Посёлок вырос на месте хутора, построенного в 1897 году в черте Верхнеуральского станичного юрта казаками Кожановыми.

## География
Расположен в юго-западной части района, на правом берегу реки Урал. Расстояние до районного центра — города Верхнеуральска составляет 8 км.

## Население
| 2002 | 2010 |
| ---- | ---- |
| 165  | ↘136 |

(в 1900 г. — 22, в 1926 г. — 82, в 1970 г. — 505, в 1983 г. — 183, в 1995 г.— 174)